# Philoscia pubescens
Philoscia pubescens är en kräftdjursart som först beskrevs av James Dwight Dana 1853.  Philoscia pubescens ingår i släktet Philoscia och familjen Philosciidae. Inga underarter finns listade i Catalogue of Life.